# Máriam Martínez-Bascuñán
Máriam Martínez-Bascuñán Ramírez (Madrid, 21 de julio de 1979) es una politóloga española, especialista en teoría política y social y teoría feminista. Entre 2018 y 2020 fue directora de opinión del diario El País. 

## Trayectoria
Licenciada en derecho, se doctoró en Ciencia Política por la Universidad Autónoma de Madrid (UAM) con la lectura de Teoría política de la diferencia: Iris Marion Young, una tesis dirigida por Rafael del Águila. Amplió sus estudios de Ciencia Política y Derecho en el Instituto de Estudios Políticos de París. Fue investigadora visitante en la Universidad de Chicago —donde trabajó con Iris Marion Young— y en la Universidad de Columbia de Nueva York.
Profesora de Ciencia Política de la UAM, imparte clases de Teoría Política, Ciencia Política y Teoría Feminista. Ha publicado artículos de opinión en medios y revistas especializadas en este tema. También ha trabajado en temas sobre democracia deliberativa y comunicativa y sobre política de migraciones.
Ha publicado en revistas académicas como Journal World Political Science, Revista Española de Investigaciones Sociológicas, Isegoría o la Revista Española de Ciencia Política.
Asociada como Columnista del diario El País desde junio de 2016, con la llegada a la dirección del diario El País de Soledad Gallego-Díaz, Martínez-Bascuñán asumió en junio de 2018 la dirección de la sección de opinión del medio, en sustitución de José Ignacio Torreblanca, cargo que mantendría hasta 2020.
Fue una de las firmantes del manifiesto Renovar el pacto constitucional publicitado en junio de 2018, en el que 60 personalidades del ámbito jurídico, de la ciencia política y de la historia pidieron una reforma federal en España para salir del «atolladero catalán».
En 2024 es Profesora de Ciencia Política de la UAM y continua colaborando con El País.

## Obras
Autora
- Martínez Bascuñán, Máriam (2012). Género, emancipación y diferencia(s). La teoría política de Iris Marion Young. Plaza & Valdés.[6]

Coautora
- Vallespín, Fernando; Bascuñán, Máriam M. (2017). Populismos. Madrid: Alianza Editorial.[7][8]